# Pilar (arquitectura)

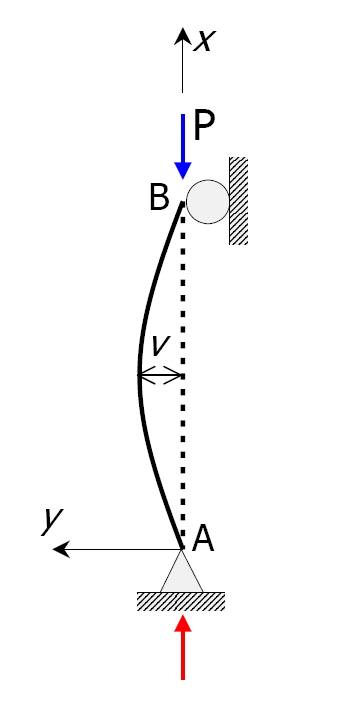
Mode típic de fallada estructural en pilars per vinclament

En enginyeria i arquitectura, un pilar és un element vertical (o lleugerament inclinat) sustentant exempt d'una estructura, destinat a rebre càrregues verticals per transmetre a la fonamentació i que, a diferència de la columna, té secció poligonal. De vegades, i a imitació de la columna, pot presentar també tres parts: basa, fust i capitell. Si en lloc d'exempt, és adossat al mur s'anomena pilastra. El més freqüent és que sigui quadrat o rectangular, però pot ser també octogonal, tot i que per prioritzar la seva capacitat portant, es projecta amb llibertat de formes. En l'arquitectura de l'antic Egipte hom parla de pilars Hathor, perquè s'hi esculpia la dea Hathor, o de pilars osiríacs perquè s'hi representava el déu Osiris. En l'arquitectura medieval, eren comuns suports circulars massius, anomenats pilars de tambor, pilars cruciformes o pilars compostos. En l'arquitectura gòtica s'utilitzava el pilar fasciculat, que estava format per un feix de baquetons, generalment adossats a un nucli central. A la basílica de Sant Pere a Roma, Bramante hi va fer servir pilars ricament articulats, com es pot veure a la planta de la figura.
En la construcció contemporània, els pilars són l'element predominant per a transmetre càrregues verticals, i poden estar realitzats en diversos materials: blocs de fàbrica, formigó armat, acer, fusta, etc. Els pilars reben les bigues que componen els forjats, transmetent mitjançant aquestes les càrregues que afecten tota l'àrea d'influència del pilar. En sostres sense bigues, la transmissió es produeix per un àbac. L'àrea de la seva secció ve donada principalment per la càrrega de vinclament i el moment flector que el pilar hagi de suportar.

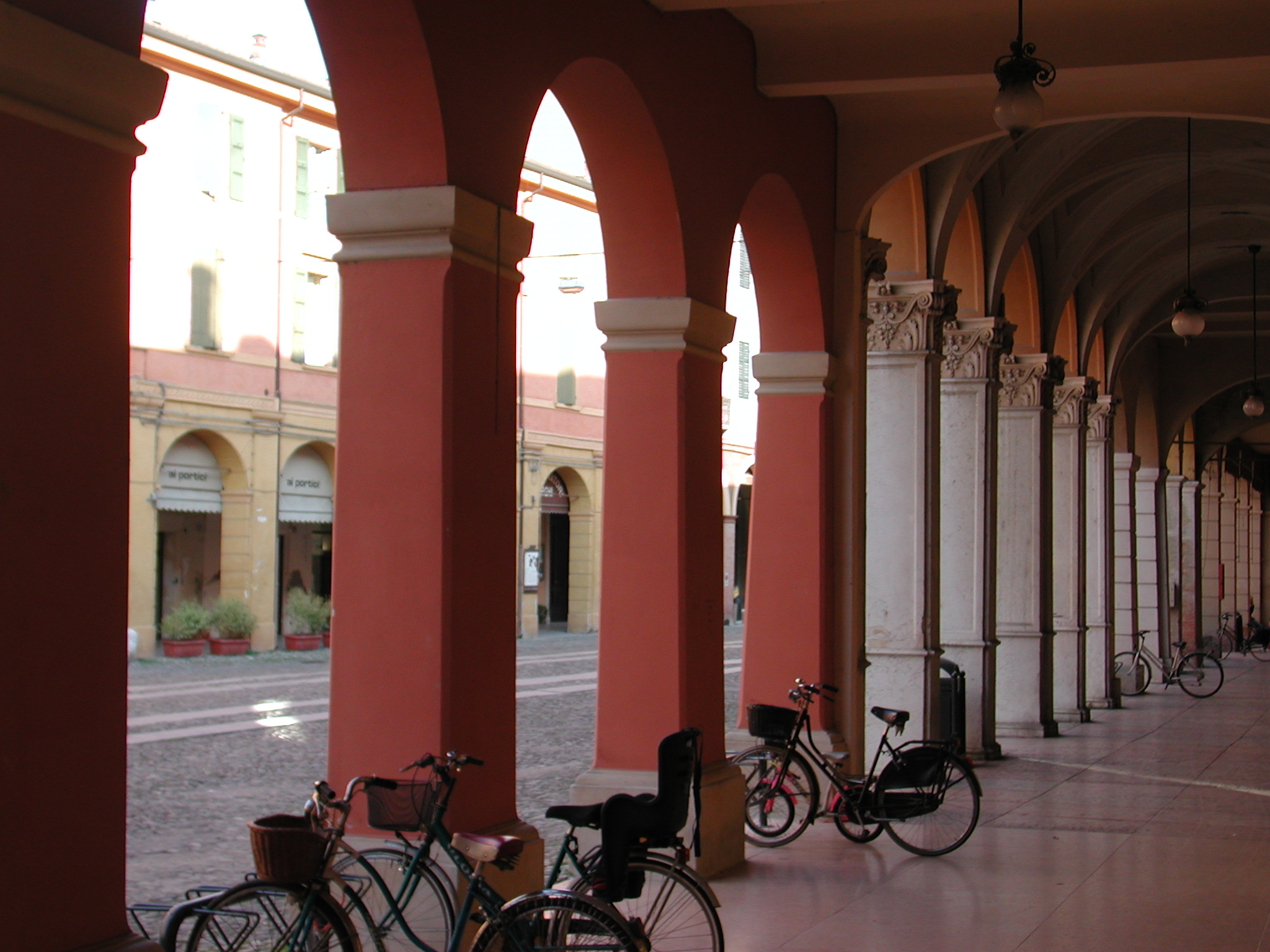
Alineament de pilars
Planta original de Bramante per a la basílica de Sant Pere
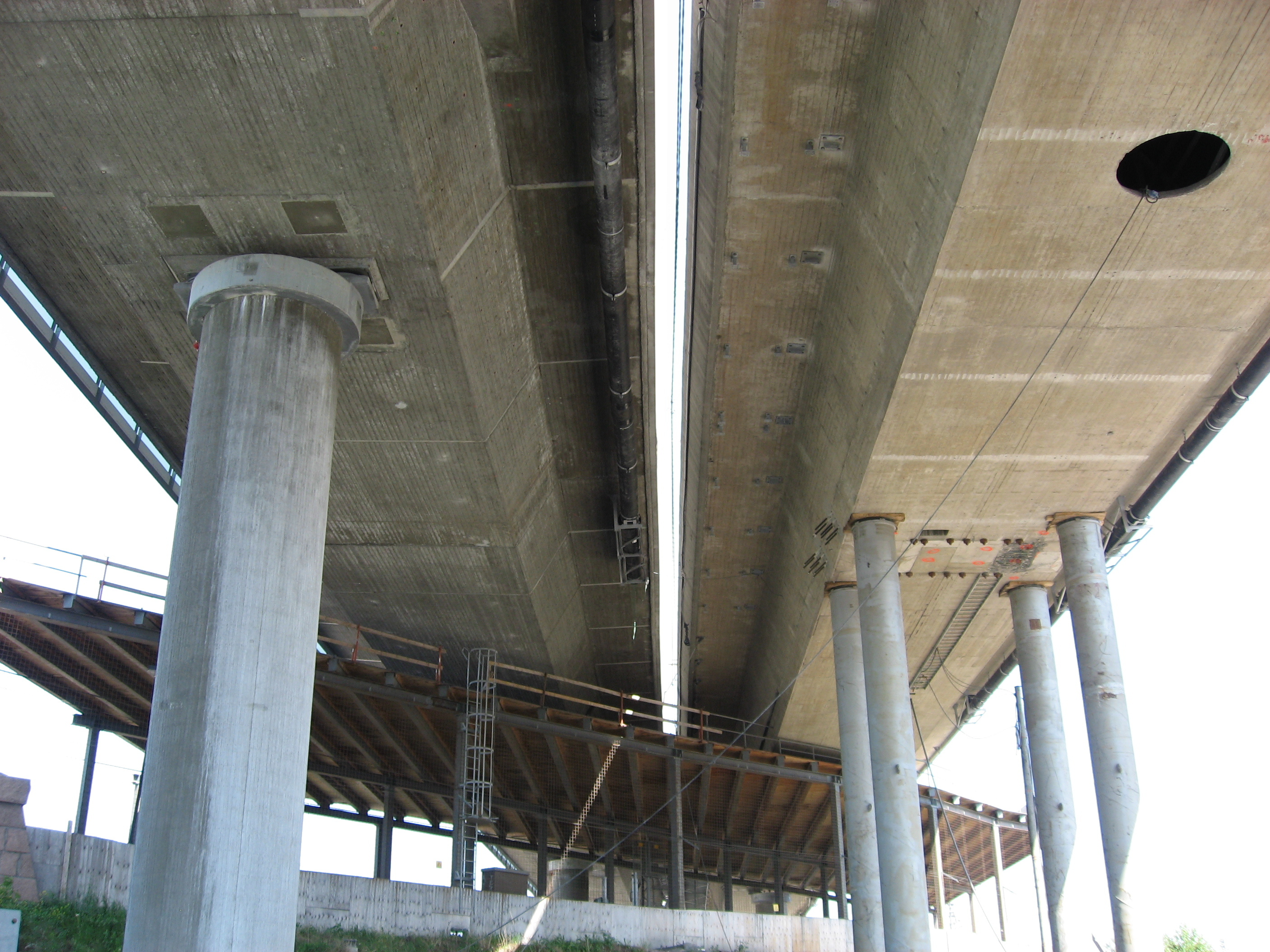
Pilars en un viaducte